# Подольск (станция, Московская железная дорога)

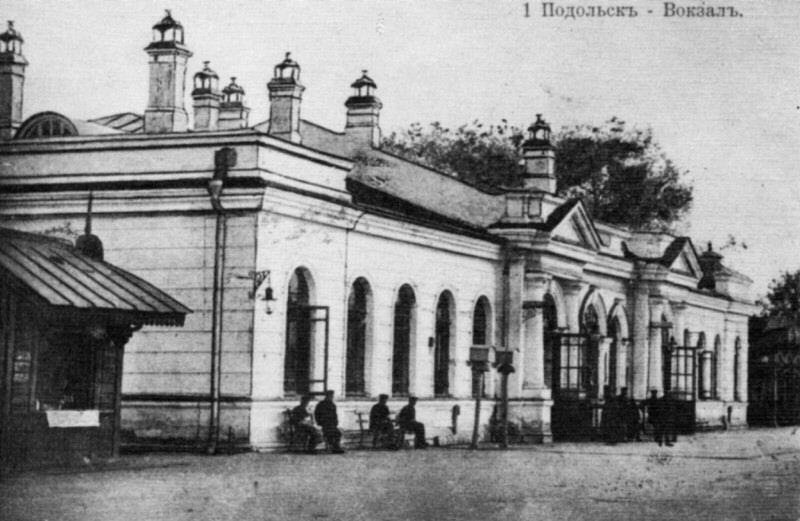
Вокзал в 1889 году

Подо́льск — железнодорожная станция Курского направления Московской железной дороги в одноимённом городе Московской области. Входит в Московско-Курский центр организации работы железнодорожных станций ДЦС-1 Московской дирекции управления движением. По основному характеру работы является грузовой. С декабря 2019 года по объёму работы отнесена к 1 классу.
Является конечной станцией линии МЦД-2 Московских центральных диаметров, самой южной и самой удалённой от нулевого километра остановкой скоростного городского транспорта Москвы (42 км). С вводом МЦД-3 самой удалённой остановкой станет Ипподром.
На станции заканчивается четырёхпутный участок Курского направления от станции Люблино-Сортировочное в Москве, далее идёт двухпутный участок.
Здание вокзала построено в 1890-х годах по проекту архитектора Н. И. Орлова.

## Движение
Пассажирское сообщение осуществляется электропоездами. На станции останавливаются почти все пригородные поезда, кроме нескольких экспрессов в/из Тулы. До 2021 года имелось прямое беспересадочное сообщение на Рижское направление (до 21 ноября 2019 года — также на Смоленское). Беспересадочное сообщение осуществляется: на север(до 2021 года осуществлялось) — до станций: Волоколамск, Новоиерусалимская, в настоящее время до Курского вокзала, на юг — до станции Тула I-Курская. Теперь на Рижское направление прямое беспересадочное пассажирское сообщение осуществляется уже только непосредственно с помощью МЦД-2.
Для пригородных поездов используются две островные и одна боковая платформы, соединённые между собой подземным переходом. На платформах установлены турникеты для прохода пассажиров. Станция относится к 5 тарифной зоне (по номенклатуре МЦД — к зоне «Пригород»).
Выходы к Привокзальной и Вокзальной площадям, к улицам: Курская, Революционный проспект, Вокзальная, Железнодорожная и Рощинская, а также к остановкам автобусов, троллейбусов и маршрутных такси.

## Путевое развитие
До 2017 года на станции использовалась только одна островная платформа для движения с юга на Москву по 3-му пути и для оборота поездов с Москвы по второму пути, а также береговая платформа для движения на юг. Позже была восточнее на путях грузового движения построена ещё одна островная платформа для электропоездов-экспрессов «РЕКС» для обоих путей их встречного движения, а та островная платформа, которая в настоящее время используется для МЦД2, была в 2019 году затем полностью реконструирована и оборудована новыми вестибюлями подземного перехода уже не только с лестницами, но и с лифтами и эскалаторами.

### Оборот поездов
До 1989 года для оборота поездов использовались только II путь на единственной островной платформе. С 1989 года для отстоя электропоездов стал дополнительно использоваться один из промышленных путей, расположенных южнее станции. В 2019 году для интеграции с МЦД-2 было полностью переоборудовано расположение главных путей и путей для простоя, а также восточнее была пристроена ещё одна островная платформа для электропоездов-экспрессов. Теперь для отстоя всех электропоездов построено вагонное депо из нескольких путей, расположенных южнее станции.

## Расположение и вестибюли
Станция расположена в городе Подольск, в честь которого она и названа. Выход в город производится через подземный пешеходный переход и наземные вестибюли к востоку на Железнодорожную улицу, к западу на Привокзальную площадь и к автостанции. К открытию МЦД-2 подземный переход и вестибюли были переоборудованы под стиль метро: установлены вестибюльные двери, эскалаторы и лифт. Также для электропоездов-экспрессов восточнее была построена ещё одна островная платформа.

## Наземный общественный транспорт

### Городской
Автобусы: 1, 2, 3, 4, 6, 7, 11, 12, 13, 20, 21 и 24.
Маршрутные такси: 2к, 7к (ЖК Весенний), 22, 27 и 37к.
Троллейбусы: 1, 2, 3, 4, 4к и 5.

### Пригородный
Автобусы: 25, 29, 35, 38, 44, 49, 51, 57, 59, 61, 63, 65, 67, 71, 407, 1021, 1022, 1026, 1028, 1030, 1033, 1034, 1036, 1045, 1047, 1048, 1050, 1051, 1052 и 1077.
Маршрутные такси: 7к (ЖК Каскад Парк), 17, 29к, 35к, 36к, 52, 516к, 1045к и 1256к.

### Междугородный
Маршрутные такси: 1265 и 3062.

### Московский
На этой станции можно пересесть на следующие маршруты городского пассажирского транспорта:
- Автобусы: с924, с996